# Insediamento del presidente degli Stati Uniti d'America

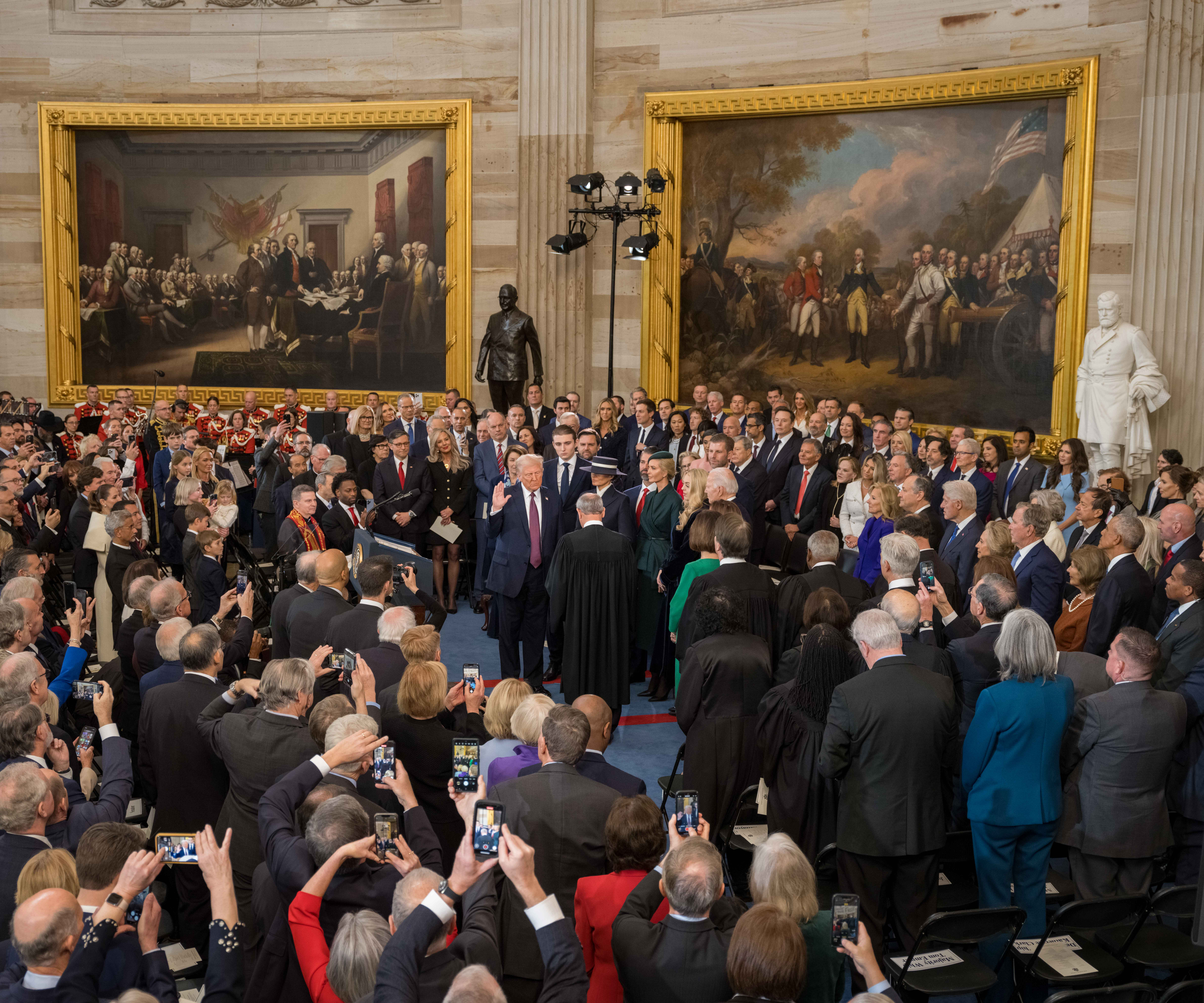
La seconda cerimonia di insediamento di Donald Trump nella rotonda del Campidoglio, 20 gennaio 2025.

L'insediamento del presidente degli Stati Uniti è la cerimonia tenuta all'inizio del mandato presidenziale. La Costituzione statunitense impone in realtà un unico adempimento: che il presidente presti un giuramento o comunque una dichiarazione solenne prima di entrare in carica. Tuttavia, nel corso degli anni sono sorte numerose prassi che hanno esteso l'insediamento da spartana cerimonia sacramentale a vera e propria giornata di sfilate, discorsi e danze.
Questa giornata, nota oggi come Inauguration Day, cadde il 4 marzo dal 1793 al 1933. Nel 1933 la ratifica del 20º emendamento, modificando la data di inizio mandato, la fissò al 20 gennaio. Dalla presidenza di Martin Van Buren a quella di Jimmy Carter la cerimonia principale dell'Inauguration Day si tenne nel portico est del Campidoglio. Dal 1981, con l'insediamento di Ronald Reagan, si è invece svolta sul lato ovest. Gli insediamenti di William Howard Taft nel 1909, dello stesso Reagan nel 1985 e di Donald Trump nel 2025 si tennero dentro il Campidoglio a causa del freddo.
Da quando Oliver Ellsworth amministrò il Giuramento del President John Adams, nessun altro Presidente della Corte Suprema ha mai mancato a questo ufficio in una cerimonia di Giuramento regolarmente programmata. Allorché l'Inauguration Day è caduto di domenica, il giudice ha assistito al giuramento o il giorno stesso o altrimenti due volte: il sabato in privato e il lunedì in pubblico. La guerra del 1812 e la seconda guerra mondiale imposero di spostare la cerimonia da Washington.

## Cerimonie d'insediamento

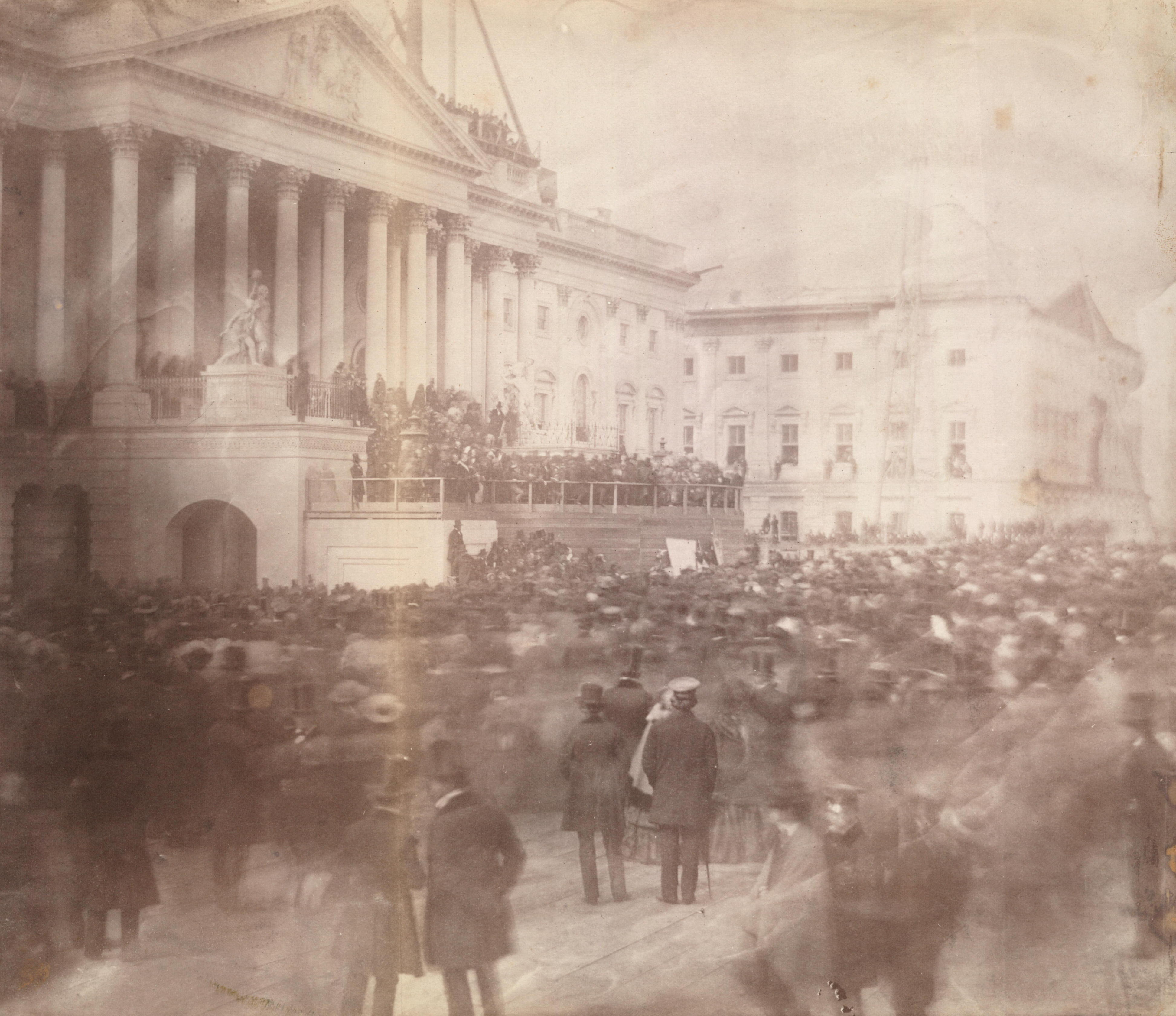
Daggherrotipo ritraente la solenne cerimonia di Giuramento del Presidente Buchanan. questa fu la prima cerimonia di Giuramento Presidenziale ad essere stata fotografata.

la Cerimonia di Giuramento del primo presidente degli Stati Uniti, George Washington, ebbe luogo il 30 aprile 1789 alla Federal Hall di New York, amministrato da Robert R. Livingston, cancelliere dello Stato di New York. Nel 1801, Thomas Jefferson divenne il primo presidente a entrare in carica a Washington, che divenne capitale federale solo quell'anno. L'Inauguration Day si teneva in origine il 4 marzo, quattro mesi dopo il giorno delle elezioni, ma fu spostato al mezzogiorno del 20 gennaio dal 20º emendamento nel 1933.
Le celebrazioni durano generalmente dieci giorni, dal quinto precedente l'Inauguration Day al quinto successivo. Nel 1973 quelle del secondo giuramento di Nixon vennero funestate dalla morte di Lyndon B. Johnson, avvenuta il 22 gennaio, e si interruppero per il funerale di stato. A causa dei lavori in corso sulla scalinata centrale del lato orientale del Campidoglio, il feretro di Johnson fu trasportato per i gradini dell'ala del Senato al momento del trasferimento alla rotonda per l'omaggio alla salma. Dopo essere stato esposto, uscì dall'ala della Camera.
L'Inauguration Day è giorno festivo federale osservato solo dagli impiegati federali del Distretto di Columbia, delle contee di Montgomery e Prince George nel Maryland, di quelle di Arlington e Fairfax in Virginia e delle città di Alexandria e Fairfax sempre in Virginia, purché essi siano in servizio ordinario quel giorno. Non sono previste ferie supplementari per gli impiegati non in servizio e gli studenti che non hanno lezione. Il giorno festivo è infatti programmato soprattutto per decongestionare il traffico durante l'importante evento.

### Organizzazione
Dal 1901 tutte le cerimonie di giuramento al Campidoglio sono state organizzate da un'apposita commissione parlamentare, il Joint Congressional Committee on Inaugural Ceremonies. Le forze armate statunitensi hanno sempre partecipato a tutte le cerimonie dai tempi di George Washington, poiché il presidente ne è comandante in capo. Dal primo insediamento di Eisenhower (1953), la loro partecipazione è stata coordinata da un'altra commissione, l'Armed Forces Inaugural Committee (in seguito Joint Task Force-Armed Forces Inaugural Committee).
L'ente legale che raccoglie e ripartisce i fondi destinati ad eventi paralleli, come balli e sfilate, è il Presidential Inaugural Committee.

### Sedi
Tutte tranne una delle cerimonie di giuramento sono state tenute nei locali della sede del Congresso. George Washington pronunciò il primo discorso alla Federal Hall di New York e il secondo alla Congress Hall di Philadelphia. Anche Adams lo tenne in quest'ultima sede, Thomas Jefferson invece al Campidoglio, così come tutti gli altri presidenti da allora. Solo il quarto discorso di Franklin D. Roosevelt fu tenuto alla Casa Bianca. Secondo le condizioni meteorologiche, la rituale entrata in carica può essere tenuta dentro o fuori dall'edificio del Campidoglio.

### Date

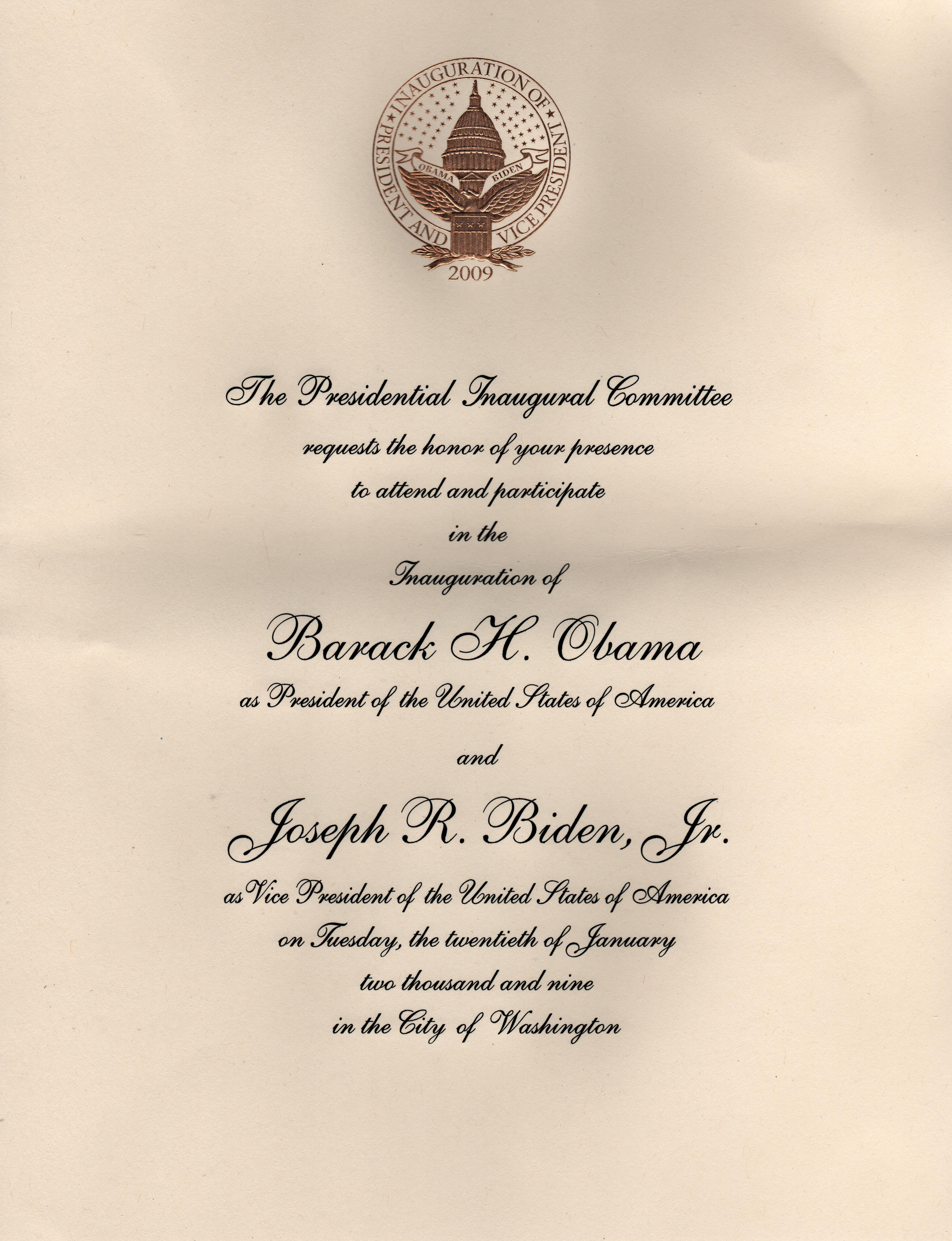
Un invito alla cerimonia di giuramento di Barack Obama con la data del 20 gennaio

Le cerimonie di giuramento sono state tenute in cinque diverse date dell'anno: il 30 aprile, il 4 marzo, il 5 marzo, il 20 gennaio, il 21 gennaio. Washington pronunciò il primo discorso il 30 aprile 1789 e il secondo il 4 marzo 1793 (termine iniziale dei mandati presidenziali). La data del 4 marzo fu cambiata in quella del 20 gennaio dal 20º emendamento.

#### Eccezioni domenicali
Dal 1793 al 1933 i discorsi d'insediamento furono sempre tenuti il 4 marzo, con quattro sole eccezioni. Poiché quella data cadeva di domenica nei rispettivi anni di inizio mandato, Monroe, Taylor, Hayes e Wilson tennero i loro discorsi il lunedì 5 marzo. Dal 1937, invece, la cerimonia si è sempre svolta il 20 gennaio con tre sole eccezioni (fuor delle ipotesi di fine prematura del mandato): Eisenhower, Reagan e Obama pronunciarono uno dei loro discorsi il lunedì 21 gennaio.

### Partecipanti
Oltre al pubblico, sono generalmente presenti alla cerimonia i membri del Congresso, i giudici della Corte Suprema, gli alti ufficiali militari e altri dignitari.
Anche il presidente uscente partecipa di solito all'insediamento del nuovo. Vi sono state cinque eccezioni:
- John Adams non partecipò all'insediamento di Thomas Jefferson;
- John Quincy Adams non presenziò alla cerimonia di insediamento di Andrew Jackson;
- Andrew Johnson non fu presente all'insediamento di Ulysses Grant;
- Richard Nixon lasciò Washington prima che le sue dimissioni avessero effetto, e non partecipò all'insediamento di Gerald Ford;
- Donald Trump non partecipò all’insediamento di Joe Biden per protesta contro i presunti "brogli elettorali" alle elezioni presidenziali del 2020.[8][9]

## Aspetti cerimoniali

### Giuramenti
Dal 1937 anche il vicepresidente eletto presta giuramento nella stessa cerimonia; prima di allora, il giuramento era pronunciato in Senato. Il vicepresidente eletto giura per primo. A differenza di quanto avviene per il presidente, la Costituzione non stabilisce un giuramento vicepresidenziale. Molte varianti sono state adottate dal 1789. La formula corrente, recitata anche dai Senatori, dai Rappresentanti e da altri responsabili di governo, è quella in uso dal 1884:
(giuramento del vicepresidente degli Stati Uniti)
La formula è seguita da quattro rulli di tamburi e fanfare (ruffles and flourishes) e dall'inno Hail, Columbia.
A mezzogiorno inizia il nuovo mandato presidenziale. Più o meno a quel punto il presidente eletto presta giuramento, tradizionalmente nelle mani del presidente della Corte Suprema, con la formula prevista all'articolo II, sezione 1 della Costituzione:
Che Dio mi aiuti.»
(giuramento del presidente degli Stati Uniti)
Secondo un'unica fonte, la biografia di Washington di Washington Irving, le parole “so help me God” furono aggiunte dal primo presidente degli Stati Uniti durante il suo primo insediamento, subito dopo aver giurato. Non esiste però alcuna testimonianza contemporanea del fatto. Anzi, l'unica fonte dell'epoca che riproduce per intero il giuramento di Washington omette completamente la postilla religiosa. Il più antico articolo di giornale che riporti le parole esatte di un giuramento (quello di Chester Arthur nel 1881) descrive una procedura a domanda e risposta in cui l'invocazione “so help me God” appare di carattere personale, e non ufficiale.
La procedura corrente, in cui il presidente della Corte Suprema pronuncia il giuramento e il presidente eletto lo ripete, fu adottata a partire dal 1933 durante il primo insediamento di Franklin Delano Roosevelt; egli tuttavia, a differenza di tutti gli altri presidenti sino ai nostri giorni, non ripeté separatamente le singole frasi che compongono il giuramento ma lo recitò senza interruzioni, dall’inizio alla fine. Prima d’allora, il presidente della Corte Suprema leggeva la formula di giuramento e il presidente eletto rispondeva semplicemente con “I do” (lo faccio).
Nella prestazione del giuramento non è richiesto l'uso di alcun libro, né in particolare di un testo sacro, e la Costituzione non ne fa menzione. Essendo però consuetudine (almeno nel XVIII-XIX secolo) usare la Bibbia nei giuramenti, così è generalmente avvenuto. In alcune occasioni è rimasto attestato il passaggio sul quale il testo sacro era aperto. Un solo presidente, Franklin Pierce, ha notoriamente compiuto una solenne dichiarazione anziché un giuramento, sebbene esistano testimonianze discordi anche su Herbert Hoover (l'uso della Bibbia, attestato, suggerisce però che anch'egli abbia prestato giuramento). Barack Obama e Donald Trump usarono la Bibbia di Lincoln.
Il giuramento presidenziale è stato amministrato da quindici presidenti della Corte Suprema, un giudice associato della stessa e due giudici dello Stato di New York.
Subito dopo il giuramento, la banda esegue quattro rulli di tamburi e fanfare e l'inno Hail to the Chief, seguito da ventuno salve d'obice della Presidential Salute Battery (batteria d'omaggio presidenziale) del 3º reggimento di fanteria degli Stati Uniti.

### Discorso d'insediamento
Di solito, il presidente appena entrato in carica pronuncia un discorso d'insediamento. Fino a quello di William McKinley nel 1897 il presidente eletto parlava prima di giurare; McKinley però chiese di poter cambiare per avere l'opportunità di chiudere il discorso ripetendo la formula del giuramento prestato. Quattro presidenti non tennero mai alcun discorso: Tyler, Fillmore, Andrew Johnson e Arthur. Essi presero infatti il posto di un presidente deceduto in corso di mandato e non furono poi rieletti. 37 presidenti degli Stati Uniti hanno pronunciato in tutto 54 discorsi. Il secondo discorso di Washington fu il più breve (135 parole), mentre il più lungo fu quello pronunciato da Harrison (8.495 parole).

### Aspetti religiosi
Dal 1937 la cerimonia ha incluso due o più preghiere rituali. Occasionalmente hanno avuto luogo esecuzioni di brani musicali e letture di passi poetici.

## Aspetti extracerimoniali

### Pranzo del Congresso
Dal 1953, presidente e vicepresidente sono stati ospiti d'onore al pranzo tenuto presso il Congresso degli Stati Uniti subito dopo la cerimonia. Eccettuati il discorso sullo stato dell'Unione, la Red Mass e i funerali di Stato, è questa l'unica altra occasione in cui presidente, vicepresidente e membri delle due Camere si radunano nello stesso luogo.

### Sfilata
Dal secondo insediamento di Thomas Jefferson (1805) è sorta la tradizione della sfilata del presidente lungo Pennsylvania Avenue, dal Campidoglio alla Casa Bianca. Il solo presidente che non lo fece fu Ronald Reagan, al suo secondo insediamento (1985), per via delle avverse condizioni meteorologiche, con basse temperature aggravate dal vento forte. Reagan sfilò invece in occasione del primo insediamento (1981), tra i festeggiamenti per la liberazione dei 52 statunitensi sequestrati 444 giorni prima in Iran, la cui notizia fu comunicata appena qualche minuto dopo l'inizio del mandato. Nel 1977, Jimmy Carter si recò dal Campidoglio alla Casa Bianca a piedi, cosa evitata dai successori, che per ragioni di sicurezza hanno effettuato in questo modo soltanto parte del percorso.

### Ufficio religioso
La tradizione dell'ufficio religioso nazionale, svolto solitamente il giorno dopo l'insediamento, risale a George Washington e, dal tempo di Franklin D. Roosevelt, la funzione è stata tenuta alla Cattedrale dei Santi Pietro e Paolo.

### Sicurezza
Complesso è il problema della sicurezza delle cerimonie d'insediamento. Esso coinvolge non solo i servizi segreti, ma anche altri organismi esecutivi federali, l'ICE-FPS (Immigration and Customs Enforcement-Office of Federal Protective Service), tutti e sei i rami delle forze armate, l'USCP (United States Capitol Police) e l'MPDC (Metropolitan Police Department of the District of Columbia). Gli organismi federali possono a volte chiedere l'assistenza di enti esecutivi locali in tutti gli Stati Uniti. Una delle questioni centrali è assicurare a eventuali manifestanti la possibilità di tenere liberi comizi, proteggendo al contempo i funzionari governativi a rischio di attentato.

## Lista delle cerimonie d'insediamento
| immagine | Data            | Presidente              | Sede                                                        | Amministrata da      | Passo biblico                                                                | Discorso                       |
| -------- | --------------- | ----------------------- | ----------------------------------------------------------- | -------------------- | ---------------------------------------------------------------------------- | ------------------------------ |
|          | 30 aprile 1789  | George Washington       | Balcone della Federal Hall (New York)                       | Robert R. Livingston | Genesi 49:13 (Bibbia di Washington)                                          | 1º discorso di Washington      |
|          | 4 marzo 1793    | George Washington       | Aula del Senato alla Congress Hall (Philadelphia)           | William Cushing      | sconosciuto                                                                  | 2º discorso di Washington      |
|          | 4 marzo 1797    | John Adams              | Aula della Camera alla Congress Hall (Philadelphia)         | Oliver Ellsworth     | sconosciuto                                                                  | Discorso di J. Adams           |
|          | 4 marzo 1801    | Thomas Jefferson        | Aula del Senato al Campidoglio                              | John Marshall        | sconosciuto                                                                  | 1º discorso di Jefferson       |
|          | 4 marzo 1805    | Thomas Jefferson        | Aula del Senato al Campidoglio                              | John Marshall        | sconosciuto                                                                  | 2º discorso di Jefferson       |
|          | 4 marzo 1809    | James Madison           | Aula della Camera al Campidoglio                            | John Marshall        | sconosciuto                                                                  | 1º discorso di Madison         |
|          | 4 marzo 1813    | James Madison           | Aula della Camera al Campidoglio                            | John Marshall        | sconosciuto                                                                  | 2º discorso di Madison         |
|          | 4 marzo 1817    | James Monroe            | Di fronte all'Old Brick Capitol                             | John Marshall        | sconosciuto                                                                  | 1º discorso di Monroe          |
|          | 4 marzo 1821    | James Monroe            | Aula della Camera al Campidoglio                            | John Marshall        | sconosciuto                                                                  | 2º discorso di Monroe          |
|          | 4 marzo 1825    | John Q. Adams           | Aula della Camera al Campidoglio                            | John Marshall        | fu usato un testo di legge                                                   | Discorso di J. Q. Adams        |
|          | 4 marzo 1829    | Andrew Jackson          | Portico est del Campidoglio                                 | John Marshall        | sconosciuto                                                                  | 1º discorso di Jackson         |
|          | 4 marzo 1833    | Andrew Jackson          | Aula della Camera al Campidoglio                            | John Marshall        | sconosciuto                                                                  | 2º discorso di Jackson         |
|          | 4 marzo 1837    | Martin Van Buren        | Portico est del Campidoglio                                 | Roger B. Taney       | Proverbi 3:17                                                                | Discorso di Van Buren          |
|          | 4 marzo 1841    | William H. Harrison     | Portico est del Campidoglio                                 | Roger B. Taney       | sconosciuto                                                                  | Discorso di W. H. Harrison     |
|          | 4 marzo 1845    | James K. Polk           | Portico est del Campidoglio                                 | Roger B. Taney       | sconosciuto                                                                  | Discorso di Polk               |
|          | 5 marzo 1849    | Zachary Taylor          | Portico est del Campidoglio                                 | Roger B. Taney       | sconosciuto                                                                  | Discorso di Taylor             |
|          | 4 marzo 1853    | Franklin Pierce         | Portico est del Campidoglio                                 | Roger B. Taney       | nessuno                                                                      | Discorso di Pierce             |
|          | 4 marzo 1857    | James Buchanan          | Portico est del Campidoglio                                 | Roger B. Taney       | sconosciuto                                                                  | Discorso di Buchanan           |
|          | 4 marzo 1861    | Abramo Lincoln          | Portico est del Campidoglio                                 | Roger B. Taney       | a caso (Bibbia di Lincoln)                                                   | 1º discorso di Lincoln         |
|          | 4 marzo 1865    | Abramo Lincoln          | Portico est del Campidoglio                                 | Salmon P. Chase      | Matteo 7:1 Matteo 18:7 Apocalisse 16:7                                       | 2º discorso di Lincoln         |
|          | 4 marzo 1869    | Ulysses S. Grant        | Portico est del Campidoglio                                 | Salmon P. Chase      | sconosciuto                                                                  | 1º discorso di Grant           |
|          | 4 marzo 1873    | Ulysses S. Grant        | Portico est del Campidoglio                                 | Salmon P. Chase      | Isaia 11:1-3                                                                 | 2º discorso di Grant           |
|          | 5 marzo 1877    | Rutherford B. Hayes     | Portico est del Campidoglio                                 | Morrison R. Waite    | Salmo 118:11-13                                                              | Discorso di Hayes              |
|          | 4 marzo 1881    | James A. Garfield       | Portico est del Campidoglio                                 | Morrison R. Waite    | Proverbi 21:1                                                                | Discorso di Garfield           |
|          | 4 marzo 1885    | Grover Cleveland        | Portico est del Campidoglio                                 | Morrison R. Waite    | Salmo 112:4-10                                                               | 1º discorso di Cleveland       |
|          | 4 marzo 1889    | Benjamin Harrison       | Portico est del Campidoglio                                 | Melville W. Fuller   | Salmo 121:1-6                                                                | Discorso di B. Harrison        |
|          | 4 marzo 1893    | Grover Cleveland        | Portico est del Campidoglio                                 | Melville W. Fuller   | Salmo 91:12-16                                                               | 2º discorso di Cleveland       |
|          | 4 marzo 1897    | William McKinley        | Di fronte all'ala originaria del Senato al Campidoglio      | Melville W. Fuller   | Cronache II 1:10                                                             | 1º discorso di McKinley        |
|          | 4 marzo 1901    | William McKinley        | Portico est del Campidoglio                                 | Melville W. Fuller   | Proverbi 16                                                                  | 2º discorso di McKinley        |
|          | 4 marzo 1905    | Theodore Roosevelt      | Portico est del Campidoglio                                 | Melville W. Fuller   | Giacomo 1:22-23                                                              | Discorso di T. Roosevelt       |
|          | 4 marzo 1909    | William H. Taft         | Aula del Senato al Campidoglio                              | Melville W. Fuller   | Re I 3:9-11                                                                  | Discorso di Taft               |
|          | 4 marzo 1913    | Woodrow Wilson          | Portico est del Campidoglio                                 | Edward D. White      | Salmo 119                                                                    | 1º discorso di Wilson          |
|          | 4 marzo 1917    | Woodrow Wilson          | Portico est del Campidoglio                                 | Edward D. White      | Salmo 46                                                                     | 2º discorso di Wilson          |
|          | 4 marzo 1921    | Warren Gamaliel Harding | Portico est del Campidoglio                                 | Edward D. White      | Michea 6:8 (Bibbia di Washington)                                            | Discorso di Harding            |
|          | 4 marzo 1925    | Calvin Coolidge         | Portico est del Campidoglio                                 | William H. Taft      | Giovanni 1                                                                   | Discorso di Coolidge           |
|          | 4 marzo 1929    | Herbert Hoover          | Portico est del Campidoglio                                 | William H. Taft      | Proverbi 29:18                                                               | Discorso di Hoover             |
|          | 4 marzo 1933    | Franklin D. Roosevelt   | Portico est del Campidoglio                                 | Charles E. Hughes    | Corinzi I 13:13                                                              | 1º discorso di F. D. Roosevelt |
|          | 20 gennaio 1937 | Franklin D. Roosevelt   | Portico est del Campidoglio                                 | Charles E. Hughes    | Corinzi I 13                                                                 | 2º discorso di F. D. Roosevelt |
|          | 20 gennaio 1941 | Franklin D. Roosevelt   | Portico est del Campidoglio                                 | Charles E. Hughes    | Corinzi I 13                                                                 | 3º discorso di F. D. Roosevelt |
|          | 20 gennaio 1945 | Franklin D. Roosevelt   | Portico sud della Casa Bianca                               | Harlan F. Stone      | Corinzi I 13                                                                 | 4º discorso di F. D. Roosevelt |
|          | 20 gennaio 1949 | Harry Truman            | Portico est del Campidoglio (prima cerimonia teletrasmessa) | Fred M. Vinson       | Matteo 5:3-11 Esodo 20:3-17                                                  | Discorso di Truman             |
|          | 20 gennaio 1953 | Dwight D. Eisenhower    | Portico est del Campidoglio                                 | Fred M. Vinson       | Salmo 127:1 (Bibbia di Washington) Cronache II 7:14 (Bibbia di West Point)   | 1º discorso di Eisenhower      |
|          | 21 gennaio 1957 | Dwight D. Eisenhower    | Portico est del Campidoglio                                 | Earl Warren          | Salmo 33:12                                                                  | 2º discorso di Eisenhower      |
|          | 20 gennaio 1961 | John F. Kennedy         | Portico est del Campidoglio                                 | Earl Warren          | Bibbia chiusa                                                                | Discorso di Kennedy            |
|          | 20 gennaio 1965 | Lyndon B. Johnson       | Portico est del Campidoglio                                 | Earl Warren          | Bibbia chiusa                                                                | Discorso di L. B. Johnson      |
|          | 20 gennaio 1969 | Richard Nixon           | Portico est del Campidoglio                                 | Earl Warren          | Isaia 2:4                                                                    | 1º discorso di Nixon           |
|          | 20 gennaio 1973 | Richard Nixon           | Portico est del Campidoglio                                 | Warren E. Burger     | Isaia 2:4                                                                    | 2º discorso di Nixon           |
|          | 20 gennaio 1977 | Jimmy Carter            | Portico est del Campidoglio                                 | Warren E. Burger     | Michea 6:8                                                                   | Discorso di Carter             |
|          | 20 gennaio 1981 | Ronald Reagan           | Lato ovest del Campidoglio                                  | Warren E. Burger     | Cronache II 7:14                                                             | 1º discorso di Reagan          |
|          | 21 gennaio 1985 | Ronald Reagan           | Rotonda del Campidoglio                                     | Warren E. Burger     | Cronache II 7:14                                                             | 2º discorso di Reagan          |
|          | 20 gennaio 1989 | George H. W. Bush       | Lato ovest del Campidoglio                                  | William Rehnquist    | Matteo 5                                                                     | Discorso di G. H. W. Bush      |
|          | 20 gennaio 1993 | Bill Clinton            | Lato ovest del Campidoglio                                  | William Rehnquist    | Galati 6:8                                                                   | 1º discorso di Clinton         |
|          | 20 gennaio 1997 | Bill Clinton            | Lato ovest del Campidoglio                                  | William Rehnquist    | Isaia 58:12                                                                  | 2º discorso di Clinton         |
|          | 20 gennaio 2001 | George W. Bush          | Lato ovest del Campidoglio                                  | William Rehnquist    | Bibbia chiusa                                                                | 1º discorso di G. W. Bush      |
|          | 20 gennaio 2005 | George W. Bush          | Lato ovest del Campidoglio                                  | William Rehnquist    | Bibbia aperta                                                                | 2º discorso di G. W. Bush      |
|          | 20 gennaio 2009 | Barack Obama            | Lato ovest del Campidoglio                                  | John G. Roberts      | Bibbia di Lincoln chiusa                                                     | 1º discorso di Obama           |
|          | 21 gennaio 2013 | Barack Obama            | Lato ovest del Campidoglio                                  | John G. Roberts      | Bibbia di Lincoln e Bibbia appartenuta a Martin Luther King, entrambe chiuse | 2º discorso di Obama           |
|          | 20 gennaio 2017 | Donald Trump            | Lato ovest del Campidoglio                                  | John G. Roberts      | Bibbia di Lincoln e Bibbia d'infanzia dello stesso Trump, entrambe chiuse    | 1º discorso di Trump           |
|          | 20 gennaio 2021 | Joe Biden               | Lato ovest del Campidoglio                                  | John G. Roberts      | Bibbia di famiglia chiusa                                                    | Discorso di Biden              |
|          | 20 gennaio 2025 | Donald Trump            | Rotonda del Campidoglio                                     | John G. Roberts      | Bibbia di Lincoln e Bibbia d'infanzia dello stesso Trump, entrambe chiuse    | 2º discorso di Trump           |